# 東標津信号場
東標津信号場（ひがししべつしんごうじょう）は、かつて第二次世界大戦末期の一時期に北海道標津郡標津村（現・中標津町）にあった、当時の運輸通信省/運輸省鉄道総局（国有鉄道）標津線の信号場である。

## 概要
旧海軍標津第一飛行場（現在の中標津空港）へ分岐する、主に標津港から陸揚げされた建設資材、軍用資材の運搬用引込み線（軍用線）のために設けられた。終戦とともに役割を終え、引込み線を含め全て撤去された。

## 歴史
- 1944年（昭和19年）5月1日：開設[1]。
- 1945年（昭和20年）11月2日：廃止[1]。

## 現況
引込み線跡のほとんどが、道路に転用されている。（北六号俵橋-空港線、北海道道774号川北中標津線）

## 隣の駅
運輸省鉄道総局（廃止時）
標津線
中標津駅 - （東標津信号場） - 上武佐駅